# Hipercogulabilidade na gravidez
Hipercogulabilidade na gravidez é a propensão de mulheres grávidas a desenvolverem trombose (coágulos sanguíneos). A própria gravidez é um fator de hipercogulabilidade (hipercogulabilidade induzida pela gravidez), como um mecanismo adaptativo fisiológico para prevenir sangramento pós-parto. No entanto, quando combinada com um estado adicional subjacente de hipercogulabilidade, o risco de trombose ou embolia pode se tornar significativo.

## Causas
A hipercogulabilidade induzida pela gravidez provavelmente é um mecanismo fisiológico adaptativo para prevenir hemorragia pós-parto. A gravidez altera os níveis plasmáticos de muitos fatores de coagulação, como o fibrinogênio, que pode aumentar até três vezes o seu valor normal. Os níveis de trombina aumentam. A proteína S, um anticoagulante, diminui. No entanto, os outros principais anticoagulantes, proteína C e antitrombina III, permanecem constantes. A fibrinólise é prejudicada por um aumento no inibidor do ativador de plasminogênio-1 (PAI-1) e no inibidor do ativador de plasminogênio-2 (PAI-2), este último sintetizado pela placenta. Pode ocorrer estase venosa no final do primeiro trimestre, devido ao aumento da complacência das paredes dos vasos por efeito hormonal.
Além disso, a gravidez pode causar hipercogulabilidade por outros fatores, como o repouso prolongado no leito que muitas vezes ocorre no pós-parto em casos de parto por fórceps, extrator a vácuo ou cesariana.
Um estudo com mais de 200.000 mulheres concluiu que a internação hospitalar durante a gravidez esteve associada a um aumento de 18 vezes no risco de tromboembolismo venoso (TEV) durante a internação e um aumento de 6 vezes no risco nas quatro semanas após a alta, em comparação com gestantes que não necessitaram de hospitalização. O estudo incluiu mulheres internadas por um ou mais dias por razões diferentes de parto ou tromboembolismo venoso.
A gravidez após os 35 anos aumenta o risco de TEV, assim como a multigestação com mais de quatro gestações.
A gravidez, por si só, causa aproximadamente um aumento de cinco vezes no risco de trombose venosa profunda. Diversas complicações da gravidez, como a pré-eclâmpsia, causam hipercogulabilidade significativa.
Estados de hipercogulabilidade como condição pré-existente na gravidez incluem formas adquiridas, como anticorpos antifosfolípides, e formas congênitas, incluindo fator V de Leiden, mutação da protrombina, deficiências de proteínas C e S e deficiência de antitrombina III.

## Complicações
A hipercogulabilidade na gravidez, particularmente devido à trombofilia hereditária, pode levar à trombose vascular placentária. Isso pode, por sua vez, levar a complicações como transtornos hipertensivos da gravidez de início precoce, pré-eclâmpsia e recém-nascidos pequeno para a idade gestacional (PIG). Entre outras causas de hipercogulabilidade, a síndrome do anticorpo antifosfolípide tem sido associada a desfechos adversos na gravidez, incluindo aborto espontâneo recorrente. A trombose venosa profunda tem incidência de um caso a cada 1.000 a 2.000 gestações nos Estados Unidos, e é a segunda causa mais comum de morte materna em países desenvolvidos, atrás apenas da hemorragia.

## Prevenção
A heparina não fracionada, a heparina de baixo peso molecular, a varfarina (não deve ser utilizada durante a gravidez) e o aspirina continuam sendo a base do tratamento e da profilaxia antitrombótica tanto antes quanto durante a gravidez.
Embora haja consenso entre os médicos de que a segurança da mãe se sobrepõe à do feto em desenvolvimento, mudanças no regime de anticoagulação durante a gravidez podem ser realizadas para minimizar os riscos ao feto, mantendo níveis terapêuticos de anticoagulantes na mãe.
O principal problema com a anticoagulação na gravidez é que a varfarina, o anticoagulante mais utilizado em uso crônico, é conhecida por ter efeitos teratogênicos no feto se administrada no início da gestação. Ainda assim, parece não haver efeito teratogênico da varfarina antes de seis semanas de gestação. No entanto, a heparina não fracionada e a heparina de baixo peso molecular não atravessam a placenta.

### Indicações
Em geral, as indicações para anticoagulação durante a gravidez são as mesmas da população geral. Isso inclui (mas não se limita a) histórico recente de trombose venosa profunda (TVP) ou embolia pulmonar, prótese valvar cardíaca metálica e fibrilação atrial associada a doença cardíaca estrutural.
Além dessas indicações, a anticoagulação pode ser benéfica em indivíduos com lúpus eritematoso sistêmico, histórico de TVP ou embolia pulmonar associada a gravidez anterior, e até mesmo em indivíduos com histórico de deficiências de fatores de coagulação e TVP não associada a gravidez anterior.
Em gestantes com histórico de aborto espontâneo recorrente, a anticoagulação parece aumentar a taxa de nascidos vivos entre aquelas com síndrome do anticorpo antifosfolípide e, possivelmente, entre aquelas com trombofilia congênita, mas não naquelas com aborto recorrente sem causa aparente.

### Estratégias
Não há consenso sobre o regime correto de anticoagulação durante a gravidez. O tratamento é adaptado ao indivíduo com base no seu risco de complicações. A varfarina e outros agentes que inibem a vitamina K são contraindicados durante o primeiro trimestre de gestação devido aos efeitos teratogênicos, e não devem ser administrados quando a gravidez é confirmada. Em vez disso, mulheres em anticoagulação crônica podem optar pela conversão para heparina não fracionada ou heparina de baixo peso molecular (HBPM), como a tinzaparina, antes de uma concepção planejada. A HBPM é tão segura e eficaz quanto a heparina não fracionada. Um exame de sangue incluindo contagem de plaquetas e teste de coagulação deve ser realizado antes da administração de anticoagulantes na gravidez.
A injeção subcutânea de tinzaparina pode ser administrada na dose de 175 unidades de atividade antifator Xa por kg, baseada no peso pré-gestacional ou no peso registrado na primeira consulta (cerca de 16 semanas), e não no peso atual. Embora a heparina não fracionada seja tipicamente administrada por via intravenosa, isso é inconveniente para o período prolongado exigido na gravidez.
Não está claro se a varfarina pode ser retomada após a 12ª semana de gravidez. Uma análise retrospectiva recente mostrou que a retomada após o primeiro trimestre está associada a aumento do risco de perda fetal. No entanto, esse estudo incluiu apenas mulheres com próteses valvares mecânicas, que normalmente necessitam de altos níveis de anticoagulação.
Em gestantes com válvulas cardíacas mecânicas, o regime ideal é particularmente incerto. A anticoagulação com heparina subcutânea nesse contexto está associada a alta incidência de trombose valvar e morte. Problemas semelhantes provavelmente estão associados ao uso de enoxaparina (uma HBPM) em pacientes de alto risco.

### Pontuação de risco
A prevenção de TVP e outros tipos de trombose venosa pode ser necessária se certos fatores de risco estiverem presentes. Um exemplo da Suécia é baseado no sistema de pontos abaixo, onde a soma indica o regime profilático apropriado.
| Pontos                       | Fatores de risco 1 ponto Fatores menores - Heterozigoto para mutação do fator V de Leiden - Heterozigoto para mutação do fator II - Sobrepeso, definido como IMC > 28 no início da gravidez - Cesárea - Hereditariedade para TVP em parente de primeiro grau - Idade > 40 anos - Pré-eclâmpsia - Hiper-homocisteinemia |
| ---------------------------- | --- |
| 2 pontos Risco intermediário | - Deficiência de proteína S ou proteína C - Imobilização (por exemplo, após fratura óssea ou repouso prolongado no leito) |
| 3 pontos Risco intermediário | - Homozigoto para mutação do fator V de Leiden - Homozigoto para mutação do fator II |
| 4 pontos Risco grave         | - TVP prévia - Síndrome do anticorpo antifosfolípide sem TVP prévia - Anticoagulante lúpico |
| Risco muito alto             | - Próteses valvares cardíacas artificiais - Deficiência de antitrombina III - Múltiplas tromboses prévias - Síndrome do anticorpo antifosfolípide com TVP prévia - Embolia pulmonar prévia |

Após somar os fatores de risco, um total de até um ponto indica que nenhuma ação preventiva é necessária. Dois pontos indicam que a profilaxia de curto prazo, por exemplo com HBPM, pode ser usada em fatores de risco temporários, bem como a administração de tratamento profilático por sete dias no pós-parto, iniciando algumas horas após o parto. Um total de 3 pontos aumenta a duração necessária da profilaxia pós-parto para seis semanas.
Quatro pontos ou mais indicam necessidade de profilaxia no período pré-natal e por pelo menos seis semanas pós-parto. Uma TVP distal prévia requer mínimo de 12 semanas (três meses) de anticoagulação terapêutica. Uma TVP proximal ou embolia pulmonar prévia exige mínimo de 26 semanas (6,5 meses) de terapia. Se o tratamento atingir a época do parto, o período restante pode ser administrado após o nascimento, podendo estender as seis semanas mínimas de terapia pós-parto. Em risco muito alto, a profilaxia de alta dose pré-natal deve ser continuada por pelo menos 12 semanas após o parto.
Mulheres com síndrome do anticorpo antifosfolípide devem receber tratamento profilático adicional com aspirina em baixa dose.

### Precauções
Todos os anticoagulantes (incluindo HBPM) devem ser usados com cautela em mulheres com suspeita de coagulopatia, trombocitopenia, doença hepática e nefropatia.
Os principais efeitos colaterais da tinzaparina são osteoporose (ocorrendo em até 1% dos casos), trombocitopenia (trombocitopenia induzida por heparina), hemorragia, queda de cabelo e alergia a medicamentos. Ainda assim, as HBPM têm probabilidade muito menor de causar trombocitopenia induzida por heparina em comparação com a heparina não fracionada.
A anestesia regional é contraindicada em mulheres em anticoagulação terapêutica e não deve ser utilizada nas 24 horas seguintes à última dose de tinzaparina.

### Monitoramento
A terapia anticoagulante com HBPM normalmente não é monitorada. Ela não afeta o tempo de protrombina (TP) nem a RNI, e os níveis de anti-Xa não são confiáveis. Pode prolongar o tempo de tromboplastina parcial ativada (TTPA) em algumas mulheres, mas ainda assim o TTPA não é útil para o monitoramento.
Para verificar possível trombocitopenia, a contagem de plaquetas deve ser feita antes do início da anticoagulação, depois entre sete e dez dias após o início e, posteriormente, mensalmente. A contagem também deve ser verificada se ocorrerem hematomas ou sangramentos inesperados.

## Reversão
A protamina reverte o efeito da heparina não fracionada, mas apenas liga-se parcialmente e reverte a HBPM. Uma dose de 1 mg de protamina para cada 100 UI de HBPM reverte 90% da atividade anti-IIa e 60% da atividade anti-Xa, mas o efeito clínico da atividade anti-Xa residual é desconhecido. Tanto a atividade anti-IIa quanto a anti-Xa podem retornar até três horas após a reversão com protamina, possivelmente devido à liberação adicional de HBPM dos tecidos de depósito.